# What a Way to Go!
What A Way To Go! (bra: A Senhora e Seus Maridos) é um filme estadunidense de 1964 do gênero comédia, dirigido por J. Lee Thompson.

## Elenco
- Shirley MacLaine...Louisa May Foster, a viúva
- Paul Newman...Larry Flint, o segundo marido
- Robert Mitchum...Rod Anderson, Jr., o terceiro marido
- Dean Martin...Leonard 'Lennie' Crawley, o quinto marido
- Gene Kelly...Pinky Benson, o quarto marido
- Robert Cummings...Dr. Victor Stephanson, o psiquiatra
- Dick Van Dyke...Edgar Hopper, o primeiro marido
- Margaret Dumont...Senhora Foster, mãe de Louisa
- Anton Arnold...Senhor Foster, pai de Louisa
- Tom Conway...Lorde Kensington
- Teri Garr ...Dançarina no número musical do navio
- Barbara Bouchet...Moça no avião
- Queenie Leonard...Lady Kensington

Frank Sinatra estava contratado para ser o terceiro marido mas subiu seu cachê na última hora. Gregory Peck foi convidado mas estava impedido e o substituto acabou sendo Robert Mitchum.

## Sinopse
A romântica Louisa May Foster quer realizar seu sonho de casar por amor e viver uma vida simples. Contudo, ela acha ser vítima de uma maldição, pois todos seus maridos se tornam obcecados pela fama e pelo dinheiro e morrem repentinamente, deixando-a cada vez mais rica e infeliz.
Ela conta a um psiquiatra a sua vida, e cada casamento têm os eventos mostrados em flash back, com o formato de um gênero específico de cinema. A vida com o primeiro marido é mostrada como um filme mudo. O segundo casamento é mostrado como um filme erótico francês. O terceiro, uma produção luxuosa de Hollywood. E o quarto, uma comédia musical. MacLaine exibe uma grande variedade de vestidos e perucas criativas e exageradas desenhadas por Edith Head e Moss Marbry e inspiradas nas ocupações dos maridos além das jóias da coleção de Harry Winston

## Prêmios
- Indicado ao Oscar de Melhor Direção de Arte (Jack Martin Smith, Ted Haworth, Walter M. Scott, Stuart A. Reiss) e Melhor figurino Edith Head e Moss Mabry,[4]
- Indicado ao BAFTA por Melhor Atriz Estrangeira (Shirley MacLaine)
- Indicado ao Prêmio Laurel como melhor performance de comédia (Paul Newman)
- Indicado ao Prêmio Eddie para o Melhor Editor (Marjorie Fowler)
- Venceu o Festival de Locarno para o Melhor Ator (Gene Kelly)